# لي همفري
لي همفري (بالإنجليزية: Lee Humphrey) مواليد 23 أبريل 1984 في مرفيل، هو لاعب كرة سلة أمريكي. بدأ مسيرته الاحترافية في سنة 2007. يبلغ طوله 6 قدم 2 بوصة (1.9 م). لعب كرة السلة الجامعية في جامعة فلوريدا. لعب مع راتيوفارم أولم.

## روابط خارجية
- لي همفري على موقع كرة السلة الأوروبية.كوم (الإنجليزية)
- لي همفري على موقع كلية كرة السلة في سبورتس رفرنس.كوم (الإنجليزية)
- لي همفري على موقع ريلجم (الإنجليزية)
- لي همفري على موقع بروبوليرز (الإنجليزية)
- لي همفري على موقع سبورتس رفرنس (الإنجليزية)
- لي همفري على موقع سبورتس رفرنس (الإنجليزية)